# Schweinbachtal
Das Schweinbachtal ist ein am 4. September 1953 vom Landratsamt Calw durch Verordnung ausgewiesenes Landschaftsschutzgebiet auf dem Gebiet der Stadt Calw und der Gemeinde Oberreichenbach im Landkreis Calw.

## Lage und Beschreibung
Das Schutzgebiet liegt zwischen Hirsau und Oberreichenbach. Es umfasst das überwiegend bewaldete Kerbtal des Schweinbachs. Durch das Tal verläuft auch die Bundesstraße 296. Es gehört zum Naturraum der Schwarzwald-Randplatten.
Im Osten liegt ein Teil des Hirsauer Siedlungsbereichs innerhalb des Landschaftsschutzgebiets. Im Zentrum liegt die Altburger Sägmühle.
Das Landschaftsschutzgebiet grenzt im Nordosten an das Landschaftsschutzgebiet Nagoldtal an. Nördlich der Sägmühle liegt ein Teilgebiet des FFH-Gebiets Kleinenztal und Schwarzwaldrandplatten im Landschaftsschutzgebiet. Es liegt außerdem vollständig im Naturpark Schwarzwald Mitte/Nord. Der Hirsauer Falkenstein ist als Naturdenkmal ausgewiesen.